# مطار تبليسي الدولي
مطار تبليسي الدولي (بالجورجية: თბილისის შოთა რუსთაველის სახელობის საერთაშორისო აეროპორტი)(إياتا: TBS، إيكاو: UGTB) هو مطار يخدم مدينة تبليسي في جورجيا.

## الخطوط الجوية والوجهات
الرحلات القادمة لمطار تبليسي بشكل رئيسي من وجهات في أوروبا والشرق الأوسط. آخر تحديث مايو 2023.

### الركاب
| شركـات طيـران               | الوجهات |
| --------------------------- | --- |
| طيران إيجيان                | مطار أثينا الدولي موسمي: Thessaloniki |
| العربية للطيران             | مطار أبو ظبي الدولي، مطار الشارقة الدولي |
| طيران أستانا                | مطار ألماتي الدولي، مطار آستانا الدولي |
| إير كايرو                   | مطار شرم الشيخ الدولي |
| Air Dilijans ‏               | مطار يريفان الدولي |
| الخطوط الجوية الفرنسية      | مطار باريس شارل ديغول |
| طيران البلطيق               | مطار ريغا الدولي |
| الأناضول جت                 | مطار صبيحة كوكجن الدولي |
|                             | |
| الخطوط الجوية آتا           | مطار الإمام الخميني الدولي |
| Azimuth                     | مطار فنوكوفو الدولي |
| طيران بيلافيا               | مطار مينسك الدولي |
| خطوط بوتا الجوية            | مطار حيدر علييف الدولي |
| خطوط جنوب الصين الجوية      | مطار أورومتشي الدولي |
| كوندور للطيران              | مطار فرانكفورت |
|                             | |
| يورو وينجز                  | مطار دوسلدورف الدولي، مطار فاكلاف هافيل الدولي (تبدأ في 30 أكتوبر 2023) موسمي: مطار شتوتغارت الدولي |
| فلاي أرنا                   | مطار يريفان الدولي |
| FlyOne                      | مطار يريفان الدولي |
| فلاي دبي                    | مطار دبي الدولي |
| طيران ناس                   | مطار الملك فهد الدولي، مطار الأمير نايف بن عبد العزيز الدولي (تبدأ في 1 يوليو 2023)، مطار الملك عبد العزيز الدولي، مطار الملك خالد الدولي |
| الخطوط الجوية الجورجية      | مطار سخيبول أمستردام، مطار أوريو أل سيريو (تبدأ في 23 يونيو 2023)، مطار برلين براندنبرغ، مطار بروكسل الدولي، مطار فنوكوفو الدولي، مطار باريس شارل ديغول، مطار فاكلاف هافيل الدولي، مطار ليوناردو دا فينشي، مطار بن غوريون الدولي، Thessaloniki (تبدأ في 15 يونيو 2023)، مطار فيينا الدولي موسمي: مطار الملك فهد الدولي |
| طيران الخليج                | مطار البحرين الدولي، مطار حيدر علييف الدولي |
| آسمان للطيران               | موسمي: مطار الإمام الخميني الدولي |
| يسرائير                     | مطار بن غوريون الدولي |
| طيران الجزيرة               | مطار الكويت الدولي |
| الأردنية للطيران            | مطار الملكة علياء الدولي |
| الخطوط الجوية الكويتية      | مطار الكويت الدولي |
| خطوط لوت الجوية البولندية   | مطار وارسو فريدريك شوبان |
| لوفتهانزا                   | مطار ميونخ الدولي |
| طيران الشرق الأوسط          | موسمي عارض: مطار بيروت رفيق الحريري الدولي |
| خطوط بيغاسوس                | مطار إيسنبوغا الدولي، مطار أنطاليا، مطار صبيحة كوكجن الدولي، مطار عدنان مندريس |
| الخطوط الجوية القطرية       | مطار حمد الدولي |
| Qeshm Air                   | مطار الإمام الخميني الدولي |
| خطوط ريد وينغز الجوية ‏      | مطار سوتشي الدولي |
| SCAT Airlines               | Aktau |
| صن إكسبريس                  | موسمي: مطار إيسنبوغا الدولي (تبدأ في 5 يونيو 2023)، مطار أنطاليا (تبدأ في 15 يونيو 2023)، مطار عدنان مندريس (تبدأ في 3 يونيو 2023) |
| الخطوط الجوية التركية       | مطار إسطنبول الدولي |
| الخطوط الجوية الأوزبكستانية | مطار طشقند الدولي |
| Varesh Airlines             | مطار الإمام الخميني الدولي |
| Zagros Airlines             | مطار الإمام الخميني الدولي |

### الشحن
| شركـات طيـران          | الوجهات                                |
| ---------------------- | -------------------------------------- |
| كارغولوكس              | مطار حيدر علييف الدولي، مطار لوكسمبورغ |
| Silk Way West Airlines | مطار حيدر علييف الدولي                 |
| الخطوط الجوية التركية  | مطار إسطنبول الدولي، مطار عدنان مندريس |